# الخلالة (الدقهلية)
قرية الخلالة هي إحدى القرى التابعة لمركز بلقاس في محافظة الدقهلية في جمهورية مصر العربية. حسب إحصاءات سنة 2006، بلغ إجمالي السكان في الخلالة 8190 نسمة، منهم 4123 رجل و4067 امرأة.